# Ralph Breyer
Pour les articles homonymes, voir Breyer.
Ralph Breyer (né le 23 février 1904 et décédé le 8 mai 1991) est un nageur américain. Lors des Jeux olympiques d'été de 1924 disputés à Paris il remporte la médaille d'or au relais 4 x 200 m nage libre, battant au passage le record du monde. 

## Palmarès
- médaille d'or au relais 4 x 200 m nage libre aux Jeux olympiques de Paris en 1924